# 5313 Nunes
5313 Nunes este un asteroid din centura principală de asteroizi.

## Descriere
5313 Nunes este un asteroid din centura principală de asteroizi. A fost descoperit pe 18 septembrie 1982 la Observatorul La Silla de Henri Debehogne. El prezintă o orbită caracterizată de o semiaxă mare de 2,22 ua, o excentricitate de 0,12 și o înclinație de 4,5° în raport cu ecliptica.